# The Third Movement
The Third Movement is een Nederlands platenlabel voor hardcoregerelateerde muziek. Het werd opgericht in het jaar 2000 door Sebastian Hoff en Martijn Mobron, oftewel dj Promo en X-ess, en is genoemd naar de zogenaamde derde beweging in de hardcorescene. Zij hebben het label opgericht nadat ze een meningsverschil hadden met hun werkgever ID&T.
Gecontracteerde artiesten zijn:
- Alex B
- Angel
- D-Passion
- Dana
- Dep Affect
- Hectic Fence
- Hellfish
- Mindustries
- N-Vitral
- Peaky Pounder
- DJ Promo
- Rude Awakening
- Tommy Pulse
- Void Settler
- Xaphan
- The Outside Agency
- Ruffryder
- The Wishmaster
- The Empire

Een aantal voormalige en/of niet-exclusieve artiesten:
- Catscan
- Daisy
- The DJ Producer
- The Armagaddon Project
- Tripped
- Stormtrooper
- Sandy Warez
- Lenny Dee
- DJ Osiris
- T-Junction
- Igneon System
- OMI
- Unexist
- Undercore
- Vince